# Canoe Rugby Club Pozuelo Madrid
Il CRC Pozuelo Rugby è un club spagnolo di rugby a 15 la cui sede si trova a Pozuelo de Alarcón.
Nata nel 1963 all'interno della società polisportiva Real Canoe Natación Club, fu noto a lungo come CRC Madrid; ha vinto 5 titoli nazionali tra il 1973 e il 2009.
Tra il 2012 e il 2014 prese il nome di Rugby Atlético de Madrid come parte dello stesso gruppo sportivo del più noto Club Atlético de Madrid, storica squadra di calcio della capitale spagnola, ma la società concessionaria dei diritti d'immagine dell'Atlético, che aveva un accordo biennale con opzione per un terzo, decise di non esercitare tale opzione.
Una sezione di rugby a 15 dell'Atlético Madrid che esistette tra il 1914 e il 1959, inoltre, vinse la Copa del Generalísimo (attuale Coppa del Re) nel 1949.
Il club è base della franchigia madrilena che dal 2008 disputa sia la Super Ibérica de Rugby con il nome di Gatos de Madrid, che dal 2009 la European Challenge Cup come Olympus XV Rugby.
Disputa i suoi incontri interni allo stadio dell'Università Complutense di Madrid.
I suoi colori sociali sono bianco, giallo e blu, salvo che nel periodo 2012-14 quando ebbe gli stessi di quelli dell'omonimo club calcistico, il bianco, rosso e blu, e anche la tenuta di gioco (maglia a strisce biancorosse, calzoncini blu e calzettoni rossi) era uguale nella foggia.

## Palmarès
- Campionati spagnoli: 5
1970-71, 1971-72, 1972-73, 1999-2000, 2008-09
- Coppe del Re : 10
1963-64, 1965-66, 1969-70, 1970-71, 1973-74, 2000-01, 2001-02, 2002-03, 2007-08, 2008-09
- Supercoppe di Spagna: 2
2008-09, 2009-10
- Coppe Iberiche : 3
1965, 1967, 2000-01